# Bica
Bica – wieś w Rumunii, w okręgu Kluż, w gminie Mănăstireni. W 2011 roku liczyła 76 mieszkańców.